# Liga Checa de Fútbol 1993-94
La 1. liga 1993-94 fue la primera edición de la Liga de Fútbol de la República Checa, tras la disolución de Checoslovaquia el año anterior. El torneo se comenzó a disputar el día 14 de agosto de 1993 y finalizó el 8 de junio de 1994. El Sparta de Praga se adjudicó el campeonato.

## Datos de los clubes
| Club                     | Ciudad           | Estadio                          | Capacidad |
| ------------------------ | ---------------- | -------------------------------- | --------- |
| AC Sparta Praga          | Praga            | Generali Arena                   | 20.854    |
| FC Baník Ostrava         | Ostrava          | Bazaly                           | 17.372    |
| FC Boby Brno             | Brno             | Městský fotbalový stadion Srbská | 12.550    |
| FC Bohemians 1905        | Praga            | Ďolíček                          | 7.500     |
| FC Petra Drnovice        | Drnovice         | Sportovní areál                  | 6.616     |
| FC Slovan WSK Liberec    | Liberec          | Stadion u Nisy                   | 9.900     |
| FC Svit Zlín             | Zlín             | Letná Stadion                    | 6.375     |
| FK Union Cheb            | Cheb             | Stadion Lokomotiva               | 15.000    |
| FC Viktoria Plzeň        | Pilsen           | Stadion města Plzně              | 13.000    |
| FC Vítkovice             | Ostrava          | Městský stadion                  | 15.163    |
| FK Dukla Praga           | Praga            | Stadion Juliska                  | 18.000    |
| FK Viktoria Žižkov       | Praga            | FK Viktoria Stadion              | 5.600     |
| SKP Fomei Hradec Králové | Hradec Králové   | Všesportovní stadion             | 17.000    |
| SK Sigma Olomouc         | Olomouc          | Andrův stadion                   | 12.566    |
| SK Slavia Praga          | Praga            | Eden Arena                       | 21.000    |
| SK České Budějovice      | České Budějovice | Stadion Střelecký ostrov         | 6.681     |

## Sistema de competición
La 1. liga 1993/94 estuvo organizada por la Federación de Fútbol de la República Checa.
Constó de un grupo único integrado por dieciséis clubes de toda la geografía checa. Siguiendo un sistema de liga, los dieciséis equipos se enfrentaron todos contra todos en dos ocasiones -una en campo propio y otra en campo contrario- sumando un total de 30 jornadas. El orden de los encuentros se decidió por sorteo antes de empezar la competición.
La clasificación final se estableció con arreglo a los puntos obtenidos en cada enfrentamiento, a razón de dos por partido ganado, uno por empatado y ninguno en caso de derrota. Si al finalizar el campeonato dos equipos igualaron a puntos, los mecanismos para desempatar la clasificación fueron los siguientes:
1. El que tenga una mayor diferencia entre goles a favor y en contra en los enfrentamientos entre ambos. (Gol average)
2. Si persiste el empate, se tiene en cuenta la diferencia de goles a favor y en contra en todos los encuentros del campeonato.
3. Si aún persiste el empate, se tiene en cuenta el mayor número de goles a favor en todos los encuentros del campeonato.

Si el empate a puntos es entre tres o más clubes, los sucesivos mecanismos de desempate fueron los siguientes: 
1. La mejor puntuación de la que a cada uno corresponda a tenor de los resultados de los partidos jugados entre sí por los clubes implicados.
2. La mayor diferencia de goles a favor y en contra, considerando únicamente los partidos jugados entre sí por los clubes implicados.
3. La mayor diferencia de goles a favor y en contra teniendo en cuenta todos los encuentros del campeonato.
4. El mayor número de goles a favor teniendo en cuenta todos los encuentros del campeonato.
5. El club mejor clasificado con arreglo a los baremos de fair play.

### Efectos de la clasificación
El equipo que más puntos sumó al final del campeonato fue proclamado campeón de liga y obtuvo el derecho automático a participar en la ronda previa de la Liga de Campeones de la UEFA, el subcampeón disputó la ronda previa de la Copa de la UEFA. 
El campeón de la Copa de la República Checa obtuvo el pase para disputar la ronda previa de la Recopa de Europa. 
Los clasificados en posición 15º y 16º descendieron directamente a la segunda categoría checa.

## Clasificación
|  |     | Equipos de fútbol        | PJ | PG | PE | PP | GF | GC | Dif | Pts |
|  | --- | ------------------------ | -- | -- | -- | -- | -- | -- | --- | --- |
|  | 1.  | AC Sparta Praga (C)      | 30 | 18 | 9  | 3  | 62 | 21 | +41 | 45  |
|  | 2.  | SK Slavia Praga          | 30 | 16 | 7  | 7  | 55 | 28 | +27 | 39  |
|  | 3.  | FC Baník Ostrava         | 30 | 14 | 8  | 8  | 52 | 25 | +27 | 36  |
|  | 4.  | FK Union Cheb            | 30 | 13 | 10 | 7  | 31 | 29 | +2  | 36  |
|  | 5.  | FC Viktoria Plzeň        | 30 | 12 | 11 | 7  | 35 | 23 | +12 | 35  |
|  | 6.  | SK České Budějovice      | 30 | 11 | 13 | 6  | 33 | 31 | +2  | 35  |
|  | 7.  | SK Sigma Olomouc         | 30 | 14 | 6  | 10 | 44 | 29 | +15 | 34  |
|  | 8.  | FK Viktoria Žižkov       | 30 | 12 | 9  | 9  | 40 | 28 | +12 | 33  |
|  | 9.  | FC Slovan WSK Liberec    | 30 | 11 | 10 | 9  | 36 | 32 | +4  | 32  |
|  | 10. | FC Petra Drnovice        | 30 | 13 | 6  | 11 | 38 | 36 | +2  | 32  |
|  | 11. | FC Svit Zlín             | 30 | 10 | 7  | 13 | 37 | 48 | -11 | 27  |
|  | 12. | FC Boby Brno             | 30 | 10 | 6  | 14 | 38 | 46 | -8  | 26  |
|  | 13. | SKP Fomei Hradec Králové | 30 | 9  | 6  | 15 | 29 | 40 | -11 | 24  |
|  | 14. | FC Bohemians 1905        | 30 | 8  | 7  | 15 | 29 | 54 | -25 | 23  |
|  | 15. | FC Vítkovice (D)         | 30 | 3  | 7  | 20 | 22 | 64 | -42 | 13  |
|  | 16. | FK Dukla Praga (D)       | 30 | 1  | 8  | 21 | 21 | 68 | -47 | 10  |

PJ = Partidos jugados; PG = Partidos ganados; PE = Partidos empatados; PP = Partidos perdidos; GF = Goles a favor; GC = Goles en contra; Dif = Diferencia de goles; Pts = Puntos
|  | Clasificado para la ronda previa de la Liga de Campeones de la UEFA 1994-95 |
|  | Clasificado para la ronda previa de la Copa de la UEFA 1994-95              |
|  | Clasificado para la ronda previa de la Recopa de Europa 1994-95             |
|  | Desciende a la Druhá liga                                                   |

| (C) Campeón    |
| (D) Descendido |